# Гракове (Чугуївський район)
Грако́ве — село в Україні, у Чкаловській селищній громаді Чугуївського району Харківської області. Населення становить 753 осіб. До 2018 орган місцевого самоврядування — Граківська сільська рада.

## Географія
Село Гракове знаходиться на березі річки Гнилиця ІІ (в основному на лівому березі), вище за течією примикає село Нова Гнилиця, нижче за течією на відстані 1 км розташоване село Ртищівка. Поруч проходить автомобільна дорога М03. За 1,5 км проходить залізниця, станція Зелений Лан. У селі балка Яр Гайворон впадає у річку Гнилицю.

## Історія
За даними на 1864 рік у казенному селі Зміївського повіту, мешкало 980 осіб (487 чоловічої статі та 473 — жіночої), налічувалось 118 дворових господарств, існувала православна церква.
За переписом 1897 року кількість мешканців зросла до 1543 осіб (804 чоловічої статі та 739 — жіночої), з яких 1506 — православної віри.
12 червня 2020 року, відповідно до Розпорядження Кабінету Міністрів України № 725-р «Про визначення адміністративних центрів та затвердження територій територіальних громад Харківської області», увійшло до складу Чкаловської селищної громади.
19 липня 2020 року, в результаті адміністративно-територіальної реформи та ліквідації Чугуївського району, село увійшло до складу новоствореного Чугуївського району Харківської області.
2022 року село потрапило під російську окупацію, яка тривала з 25 лютого до 7 вересня. Боями було пошкоджено майже кожну будівлю. Зокрема, зруйновано школу і пошкоджено Троїцьку церкву. В селі виявлені тіла людей, вбитих під час окупації.

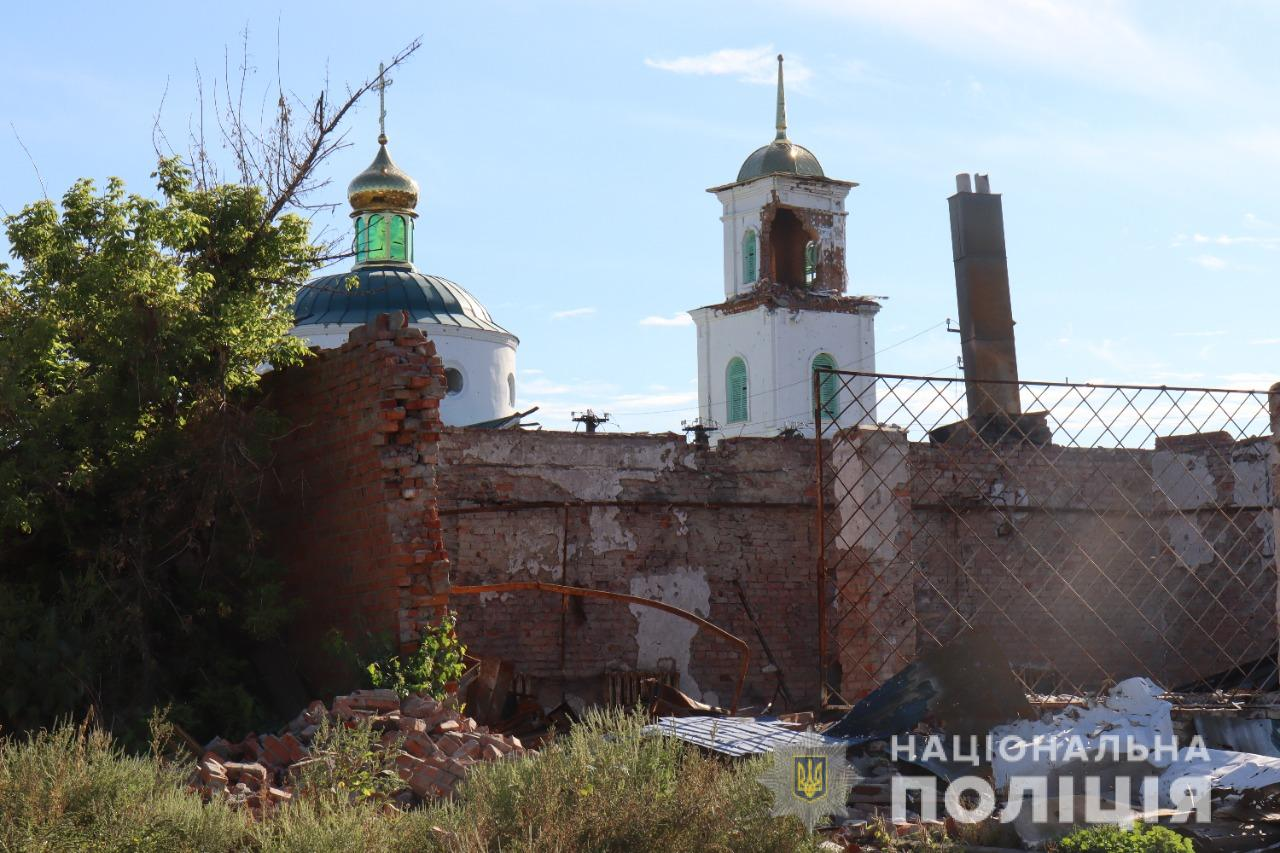
Троїцька церква після боїв
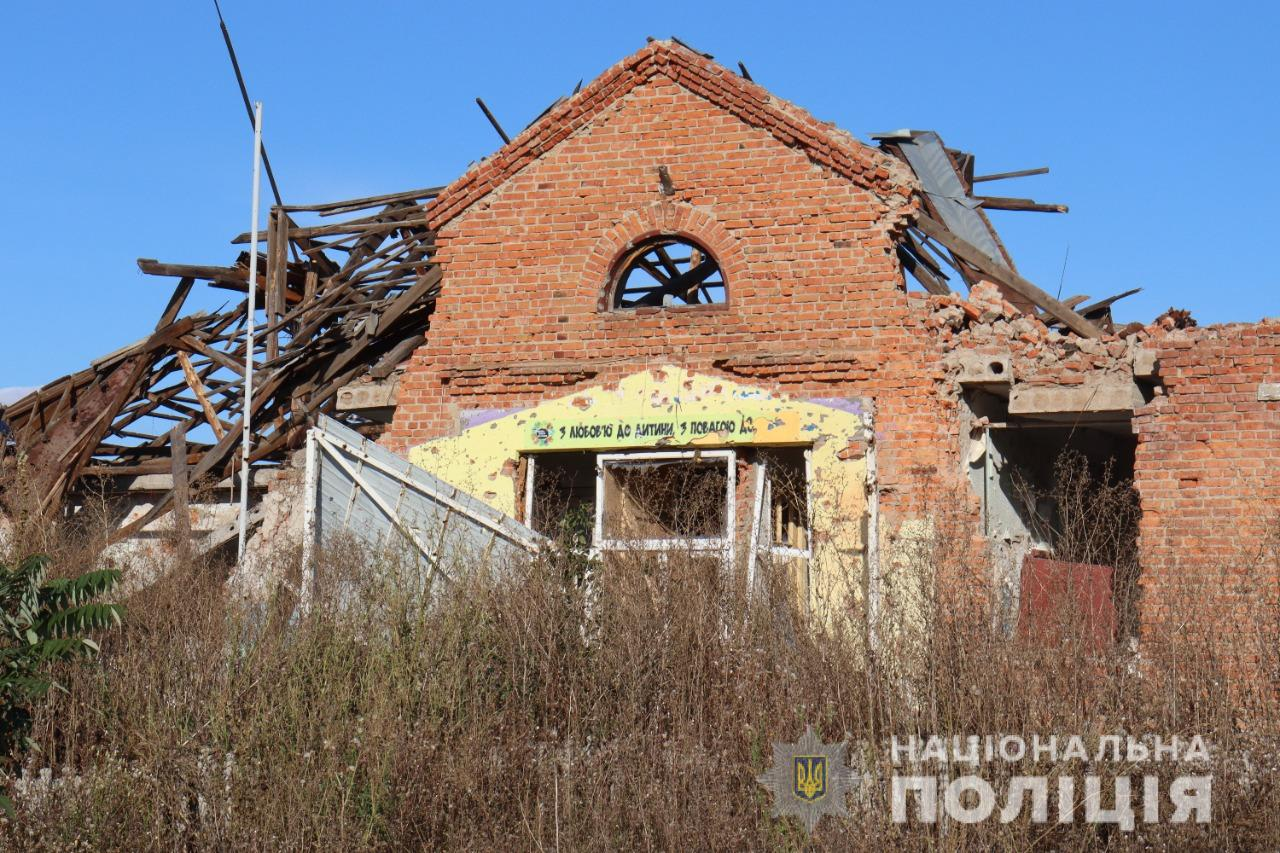
Сільська школа після боїв

## Населення

### Мова
Розподіл населення за рідною мовою за даними перепису 2001 року:
| Мова       | Кількість | Відсоток |
| ---------- | --------- | -------- |
| російська  | 466       | 61.89%   |
| українська | 284       | 37.72%   |
| вірменська | 3         | 0.39%    |
| Усього     | 753       | 100%     |

## Економіка
- Молочно-товарна ферма.
- Граківський комбінат хлібопродуктів, ТОВ.

## Об'єкти соціальної сфери
- Школа.
- Клуб.
- Фельдшерсько-акушерський пункт.

## Відомі люди
- Шандула Володимир Никифорович (06.08.1920 — 10.10.1980) — військовий льотчик, учасник Другої світової війни з 1942 р., за особисту мужність та відвагу в боях удостоєний звання Герой Радянського Союзу з врученням ордена Леніна та медалі Золота Зірка (27.06.1945), також нагороджений двома орденами Червоного Прапора (1944, 1945), орденом Вітчизняної Війни І та ІІ ст. (1943, 1985), орденом Червоної Зірки (1943), кількома медалями. З 1956 р. — полковник у відставці, проживав у Слов'янську.